# 勒图雷伊

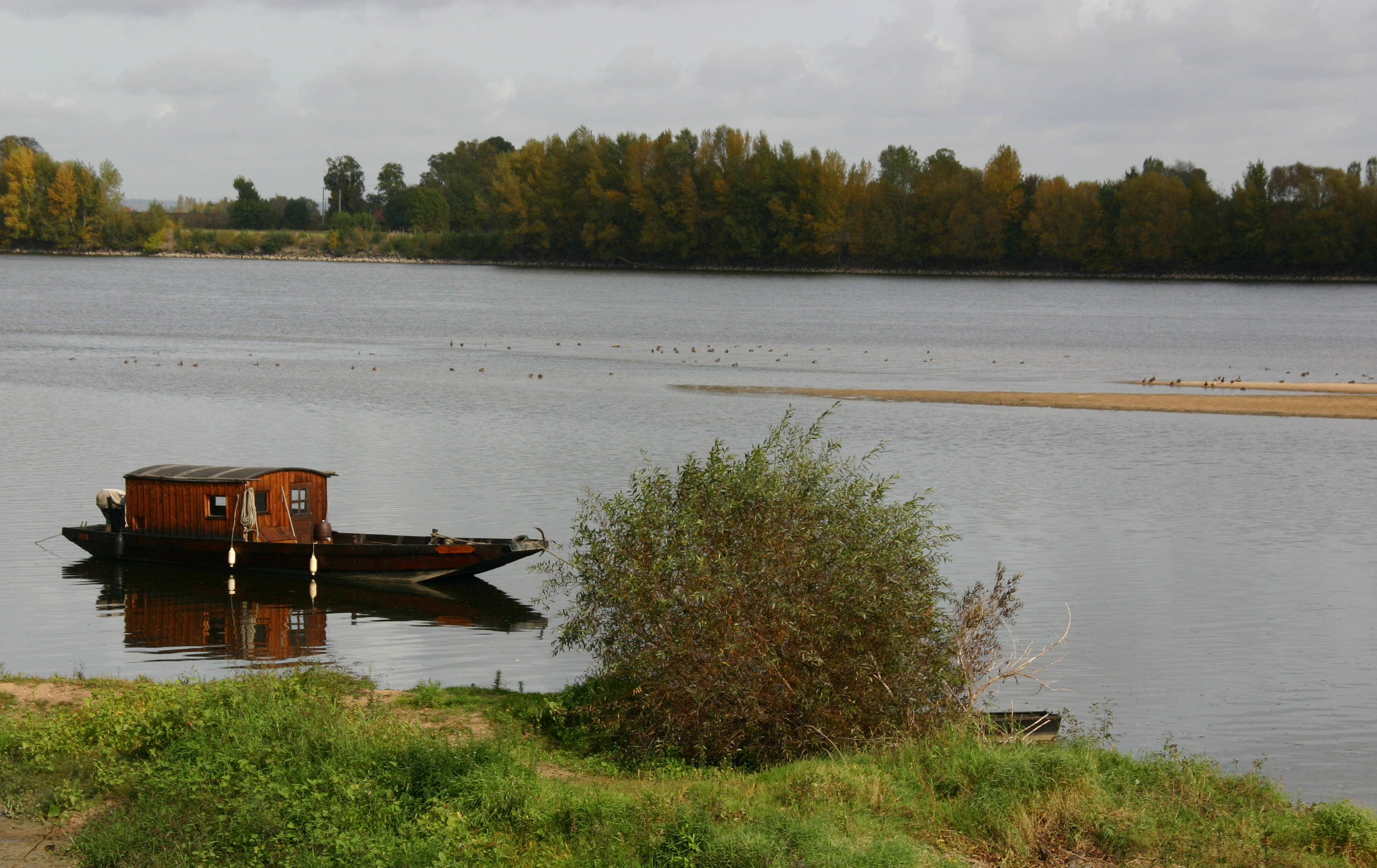
位于勒图雷伊的卢瓦尔河

勒图雷伊（法語：Le Thoureil，法語發音：[lə tuʁɛj] ⓘ）是法国曼恩-卢瓦尔省的一个旧市镇，属于索米尔区。该市镇总面积11.02平方公里，2009年时的人口为431人。
勒图雷伊已于2016年1月1日起和相邻的其它4个市镇合并为新市镇热讷-瓦勒德卢瓦尔（Gennes-Val de Loire）。

## 人口
勒图雷伊人口变化图示